# اندوخته ارزی

نمادهای ارزی چهار اندوخته ارزی بیشتر نگه‌داشته شده از چپ به راست:دلار ایالات متحده، یورو، ین ژاپن، پوند استرلینگ

ارز ذخیره یا اندوخته ارزی (به انگلیسی:reserve currency یا anchor currency) ارز خارجی است که در مقادیر قابل توجهی توسط بانک‌های مرکزی یا سایر مقامات مالی به عنوان بخشی از ذخیره‌های ارزی آنها نگهداری می‌شود. اندوخته ارزی می‌تواند در معاملات بین‌المللی، سرمایه‌گذاری‌های بین‌المللی و تمام جنبه‌های اقتصاد جهانی استفاده شود. اندوخته ارزی اغلب به عنوان یک ارز پر مبادله و ایمن در نظر گرفته می‌شود.
پوند استرلینگ بریتانیا در قرن نوزدهم و نیمه اول قرن بیستم اندوخته ارزی اصلی بسیاری از نقاط جهان بود. در اواسط قرن بیستم، دلار ایالات متحده به اندوخته ارزی غالب جهان تبدیل شد.

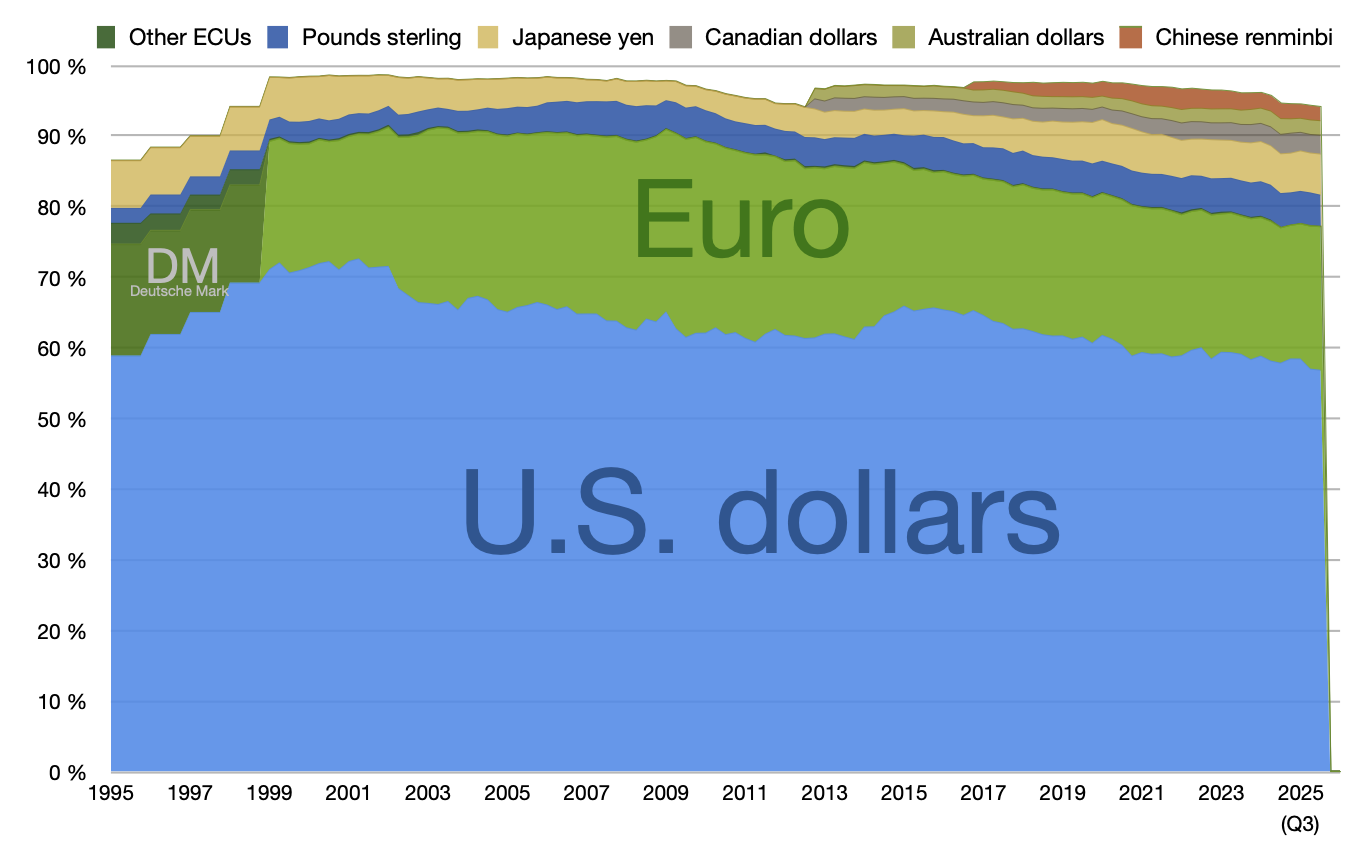
میزان توزیع اندوخته‌های ارزی جهان